# Ivan Paurević
Ivan Paurević (Essen, 1 de julio de 1991) es un futbolista germano-croata que juega de centrocampista en el Riga F. C. de la Virslīga.

## Clubes
| Club                       | País       | Año       |
| -------------------------- | ---------- | --------- |
| Borussia Dortmund II       | Alemania   | 2010-2012 |
| Fortuna Düsseldorf         | Alemania   | 2012-2014 |
| F. C. Ufa                  | Rusia      | 2014-2016 |
| Huddersfield Town A. F. C. | Inglaterra | 2016-2017 |
| F. C. Ufa                  | Rusia      | 2017-2019 |
| SV Sandhausen              | Alemania   | 2019-2021 |
| Riga F. C.                 | Letonia    | 2021-     |